# Алексеев, Сергей Николаевич (политик)
Серге́й Никола́евич Алексе́ев (1872 — после 1920) — русский педагог, общественный деятель и политик, член Государственной думы от города Варшавы.

## Биография
Православный. Сын чиновника.
В 1895 году окончил Нежинский историко-филологический институт князя Безбородко со званием учителя гимназии. Преподавал древние языки в Оренбургской и Белгородской гимназиях. С 1 августа 1899 года служил в Варшавском учебном округе, где был преподавателем в Калишской и 4-й Варшавской гимназиях. Одновременно со службой в гимназии изучал римское право, готовился к занятию кафедры в Варшавском университете. Дослужился до чина статского советника (1912).
После провозглашения Октябрьского манифеста 1905 года стал одним из организаторов русских объединений в Варшаве. Возглавлял Совет Русского общества взаимного кредита в Варшаве и «Русское общество на началах Манифеста 17 октября». Состоял почетным членом Русского учебного фонда в Варшаве и «Русского патриотического общества Холмщины и Подляшья». Издавал газеты «Варшавский вестник», «Неделя окраины» и «Предвыборные известия», публиковал статьи в других изданиях.
В 1907 году был избран в члены III Государственной думы съездом городских выборщиков русского населения Варшавы. Входил во фракцию умеренно-правых, с 3-й сессии — в русскую национальную фракцию. Состоял товарищем председателя библиотечной и редакционной комиссий, а также членом комиссий: бюджетной, по народному образованию, по городским делам, согласительной и по направлению законодательных предположений.
После переезда в Санкт-Петербург вошел в Совет Русского окраинного общества и в Главный совет Всероссийского национального союза. Совместно с В. Г. Ветчининым издавал консервативную газету «Голос Руси».
В 1912 году был вновь избран в Государственную думу от русского населения Варшавы. Входил во фракцию русских националистов и умеренно-правых (ФНУП), после её раскола в августе 1915 — в группу сторонников П. Н. Балашова. Состоял председателем комиссии по вопросу преемственности законодательных работ ГД 3-го созыва, а также членом комиссий: бюджетной, редакционной, по народному образованию, библиотечной, распорядительной и по городским делам.
После Февральской революции отошел от думской деятельности, а 17 марта сложил полномочия члена ГД в знак протеста против объявления независимости Польши. В начале 1920-х вместе с Г. М. Дерюгиным издавал в Берлине монархическую газету «Призыв».
Дальнейшая судьба неизвестна. Был женат.